# Liporrhopalum mindanaensis
Liporrhopalum mindanaensis är en stekelart som beskrevs av Hill 1969. Liporrhopalum mindanaensis ingår i släktet Liporrhopalum och familjen fikonsteklar. Inga underarter finns listade i Catalogue of Life.